# Kelvingi
Kelvingi är en by i norra Estland. Den ligger i Viimsi kommun i landskapet Harjumaa, 13 km norr om huvudstaden Tallinn. Kelvingi ligger 14 meter över havet och antalet invånare är 518.
Byn ligger på Viimsihalvön med kustremsa mot Finska viken. Den angränsar till Rohuneeme i nordväst, Lubja i söder samt färjeläget Leppneeme i sydväst varifrån färjorna till Vrangö utgår.